# Chrístos Papanikoláou
Pour les articles homonymes, voir Papanikolaou et [[:Christos Papanikolaou (basket-ball) (el)]].
Chrístos Papanikoláou (en grec moderne : Χρήστος Παπανικολάου ; né le 25 novembre 1941 à Trikala) est un athlète grec spécialiste du saut à la perche.

## Carrière
Il se révèle durant l'année 1966 en montant sur la deuxième marche du podium des Championnats d'Europe de Budapest où il est devancé par l'Est-Allemand Wolfgang Nordwig. L'année suivante, il remporte le titre des Jeux méditerranéens avec 5,15 m, établissant un nouveau record de la compétition. En 1968, le Grec termine au pied du podium des Jeux olympiques de Mexico avec une barre à 5,35 m.
Licencié au club athénien du Panathinaïkos, il rejoint l'Université d'État de San José en 1969, participant la même année au succès de l'équipe d'athlétisme lors des Championnats NCAA. Deuxième des Championnats du monde universitaires de 1970 derrière Wolfgang Nordwig, Christos Papanikolaou établit un nouveau record du monde du saut à la perche le 24 octobre 1970 à Athènes en franchissant une barre à 5,49 m, améliorant de trois centimètres la précédente meilleure marque mondiale détenue par Wolfgang Nordwig. Il conserve son titre lors des Jeux méditerranéens de 1971 mais ne prend que la onzième place des Jeux olympiques de 1972.

## Palmarès
| Date | Compétition                    | Lieu     | Résultat | Performance |
| ---- | ------------------------------ | -------- | -------- | ----------- |
| 1966 | Championnats d'Europe          | Budapest | 2e       | 5,05 m      |
| 1967 | Jeux méditerranéens            | Tunis    | 1er      | 5,15 m      |
| 1968 | Jeux olympiques                | Mexico   | 4e       | 5,35 m      |
| 1969 | Championnats d'Europe          | Athènes  | 4e       | 5,00 m      |
| 1970 | Championnats d'Europe en salle | Vienne   | 4e       | 5,00 m      |
| 1970 | Universiade                    | Turin    | 2e       |             |
| 1971 | Jeux méditerranéens            | İzmir    | 1er      | 5,20 m      |
| 1972 | Jeux olympiques                | Munich   | 11e      | 5,00 m      |

## Records
- Record du monde du saut à la perche avec 5,49 m le 24 octobre 1970 à Athènes